# Shinzō Abe

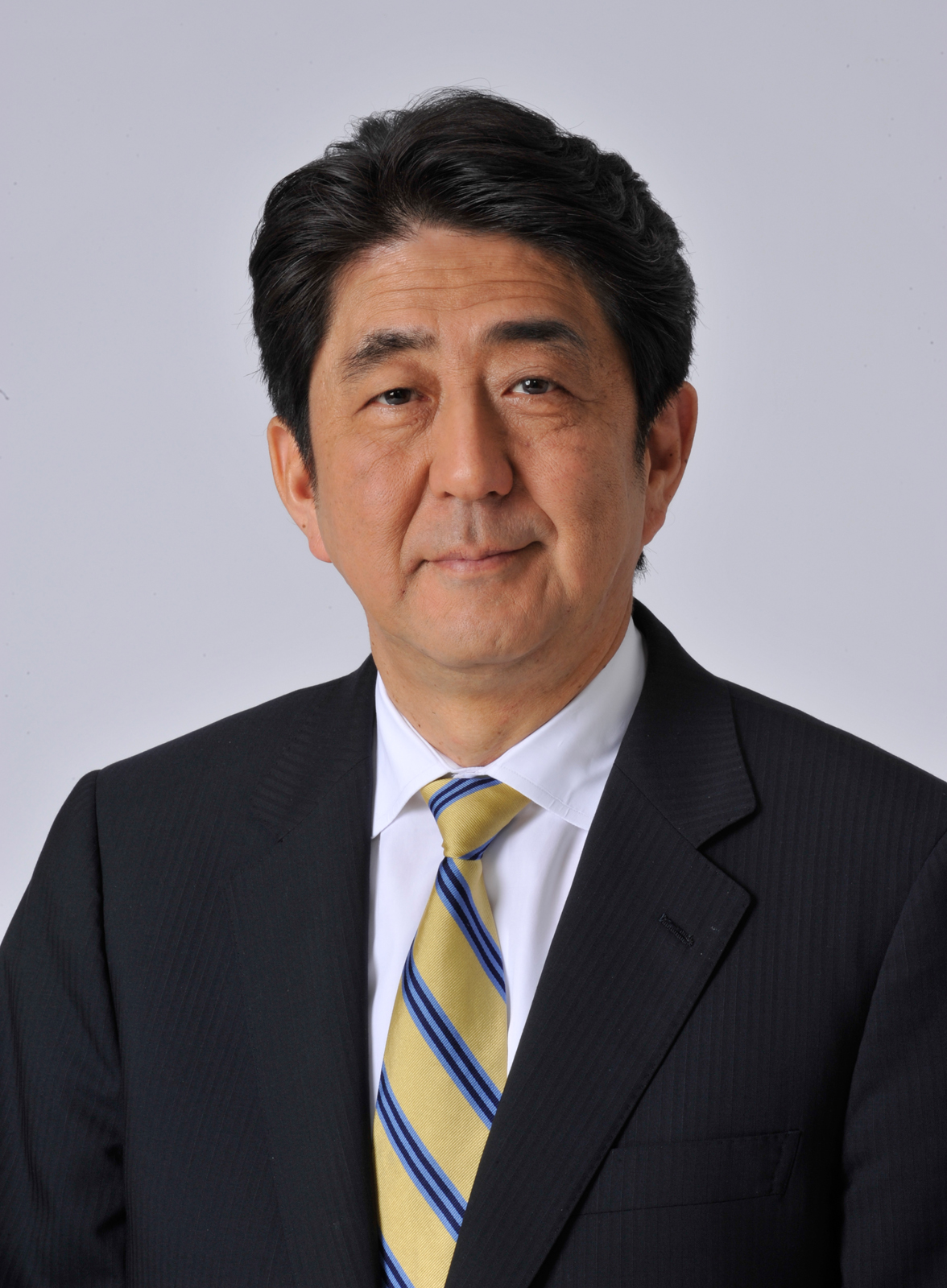
Shinzō Abe (offizielles Porträt, 2015)

Shinzō Abe (japanisch 安倍 晋三ⓘ Abe Shinzō [abe ɕinzoː]; * 21. September 1954 in Shinjuku, Präfektur Tokio; † 8. Juli 2022 in Kashihara, Präfektur Nara) war ein japanischer Politiker.
Abe war vom 26. Dezember 2012 bis 16. September 2020 der 57. Premierminister Japans, nachdem er dieses Amt bereits vom 26. September 2006 bis 26. September 2007 ausgeübt hatte. Abe war zudem Vorsitzender der Liberaldemokratischen Partei, deren Vorsitz er von 2006 bis 2007 innehatte und von 2012 bis 2020 erneut einnahm. Die Zeitschrift Time wählte Abe 2014 und 2018 zu einem der hundert einflussreichsten Menschen weltweit. Abe war der am längsten amtierende Premierminister der japanischen Geschichte und seit dem 24. August 2020 (vor seinem Großonkel Satō Eisaku) auch der Premierminister mit der längsten ununterbrochenen Amtszeit. Seit 2021 führte Abe in der LDP seine eigene Faktion, die in den letzten Jahrzehnten größte der Partei.
Am 8. Juli 2022 wurde Abe während einer Wahlkampfveranstaltung in der Stadt Nara zwei Tage vor der Oberhauswahl auf offener Straße angeschossen und dabei tödlich verletzt.

## Leben

### Werdegang
Abe stammte aus einer bekannten Politikerfamilie. Nach dem Abschluss am Institut für Politikwissenschaft der juristischen Fakultät der Seikei-Universität 1977 studierte Abe Politik an der University of Southern California. Nach seiner Rückkehr nach Japan arbeitete er bis 1982 für Kobe Steel Ltd. Dann wurde er Assistent seines Vaters in verschiedenen Ämtern: des Außenministers Shintarō Abe, Privatsekretär des Vorsitzenden des Rats für allgemeine Angelegenheiten der LDP (Exekutivrat) Shintarō Abe und schließlich Privatsekretär des LDP-Generalsekretärs Shintarō Abe. 1993 wurde Abe im SNTV-Viermandatswahlkreis 1 der Präfektur Yamaguchi mit der höchsten Stimmenzahl in Nachfolge seines im Mai 1991 gestorbenen Vaters gewählt und seit 1996 im neuen Einmandatswahlkreis Yamaguchi 4 bis einschließlich 2021 neunmal in Folge wiedergewählt. Er war von 2000 bis 2003 stellvertretender Leiter des Kabinettssekretariats in den Regierungen Mori und Koizumi. Anschließend war er bis 2004 Generalsekretär der LDP.
Von 31. Oktober 2005 bis 26. September 2006 war Abe unter Jun’ichirō Koizumi Chefkabinettssekretär.
Am 20. September 2006 wurde er mit deutlicher Mehrheit zum Parteichef der LDP gewählt: Abe erhielt 464 Stimmen, Tarō Asō 136, Sadakazu Tanigaki 102.

### Erste Amtszeit als Premierminister (2006–2007)

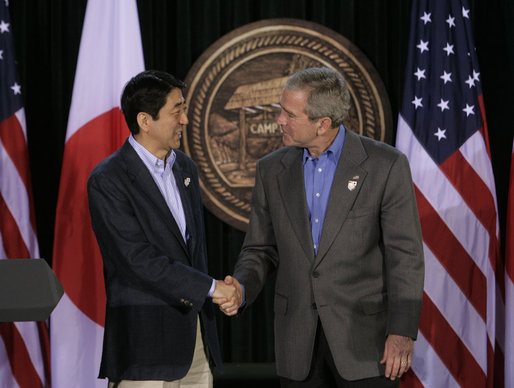
Shinzō Abe und George W. Bush (2007)

Am 26. September 2006 wurde er mit 339 von 475 Stimmen des Abgeordnetenhauses und 136 von 240 Stimmen des Oberhauses zum jüngsten japanischen Regierungschef nach dem Zweiten Weltkrieg gewählt.
Die japanische Oberhauswahl am 29. Juli 2007 endete mit einer herben Wahlniederlage für Abes LDP. Die Partei gewann nur noch 37 (zuvor 64) von 121 Sitzen im Oberhaus und verlor damit ihre Stellung als stärkste Kraft im Oberhaus an die Demokratische Partei. Das Kabinett Abe wurde daraufhin am 27. August 2007 umgebildet. Seinen Rücktritt konnte Abe damit aber nur verzögern: Einen Monat später musste er sein Amt aufgeben.

### Zweite Amtszeit als Premierminister (2012–2014)

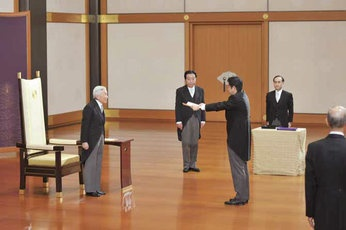
Abe (3. von links) bei der Ernennung zum Premierminister durch Kaiser Akihito (1. von links) im Dezember 2012

Am 26. September 2012 kehrte Abe an die Spitze der LDP zurück, als er sich im zweiten Wahlgang gegen den früheren Verteidigungsminister Shigeru Ishiba durchsetzen konnte. Nach der Niederlage der Demokratischen Partei (DPJ) von Yoshihiko Noda bei der Unterhauswahl am 16. Dezember 2012 wurde Abe zehn Tage später von beiden Kammern des Japanischen Parlaments zum Premierminister gewählt. Er wurde noch am gleichen Tag vom Tennō zum Premierminister ernannt.
Aufgrund seines Besuches im Yasukuni-Schrein löste Abe einen diplomatischen Konflikt mit China aus. Ebenfalls verschlechterten sich die Beziehungen zu Südkorea.
Bei der Oberhauswahl 2013 gewann die LDP die absolute Mehrheit der zur Wahl stehenden Sitze, war wegen des schwächeren Abschneidens 2010 und mangels eigener Zweidrittelmehrheit im Unterhaus aber weiter auf den Koalitionspartner Kōmeitō angewiesen, um die Legislative zu kontrollieren.
Am 21. November 2014 löste er das Unterhaus zwecks vorgezogener Neuwahlen für den 14. Dezember 2014 auf. Die Wahlen bestätigten die Regierungsmehrheit nahezu unverändert, die Koalition regierte weiter. Abe selbst hielt seinen Sitz ohne Gegenkandidat der größeren bürgerlichen Oppositionsparteien mit über 76 % der Stimmen.

### Dritte Amtszeit als Premierminister (2014–2017)

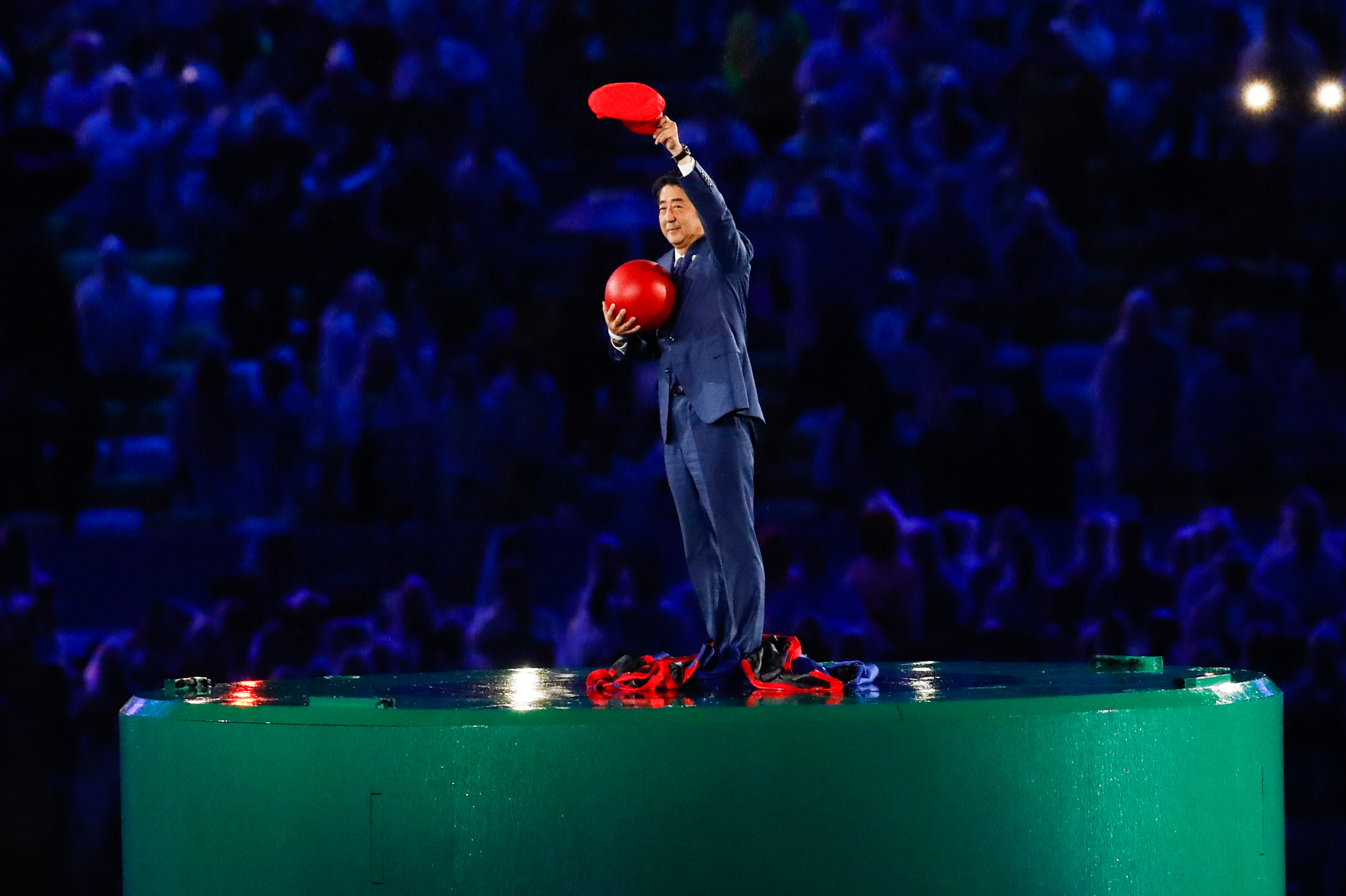
Zur Vorstellung Japans bei der Abschlussfeier der Olympischen Sommerspiele 2016 trat Abe kostümiert als Super Mario auf. Die Vorbereitungen für die Olympischen Sommerspiele 2020 in Tokio bildeten einen großen Teil von Abes dritter Amtszeit.

Am 24. Dezember wurde Abe zum dritten Mal zum Premierminister gewählt, das Kabinett knüpfte personell nahezu unverändert an die erst im September 2014 neu formierte Vorgängerregierung an.
Bei der turnusmäßigen Wahl des LDP-Vorsitzenden im September 2015 wurde Abe ohne Gegenkandidat für drei weitere Jahre als Vorsitzender bestätigt; die einzige erklärte Herausforderin Seiko Noda (Unterhaus, Gifu 1, ohne Faktion) fand nicht die für eine Kandidatur nötigen 20 Unterstützer in den beiden LDP-Fraktionen im Nationalparlament. Im Oktober 2015 bildete Abe sein Kabinett um.
Bei der Oberhauswahl 2016 gewann die LDP in der zur Wahl stehenden Klasse 56 Sitze und kam damit auf 121 von 242 Sitzen insgesamt. Wenige Tage später gewann die LDP durch den Beitritt von Tatsuo Hirano (Iwate, 2013–2019) ihre erste eigenständige Oberhausmehrheit seit der Wahlniederlage 1989. Im August 2016 folgte eine erneute Umbildung des Kabinetts.
Im Mai 2016 war Abe Gastgeber des G7-Gipfels in Ise-Shima.
Im Frühjahr 2017 berichteten japanische Medien, Abe und seine Frau Akie seien in einen Skandal um den nationalistisch ausgerichteten Schul- und Kindergartenbetreiber „Moritomo Gakuen“ (学校法人森友学園 Gakkō Hōjin Moritomo Gakuen) verwickelt. Dieser habe, auf Wunsch Abes hin, zum Bau einer nationalistischen Grundschule erhebliche Rabatte auf einen Grundstückpreis in Osaka erhalten. Als offiziellen Grund für die Rabatte nannte die Regierung den vergifteten Grundstücksboden, den der Schulbetreiber selbst dekontaminieren müsse. Zudem spendete Akie Abe nach Angaben des Schulbetreibers diesem eine Million Yen und sollte als Ehrendirektorin der Schule fungieren. Abe selbst leugnete jegliche Einmischung in den Bau der Schule und versprach während einer Parlamentsdebatte, er werde als Premierminister zurücktreten, sollten er oder seine Gattin in den Skandal verwickelt sein. U. a. die Stadtverwaltung Osaka untersuchte den Vorfall und konnte bisher (August 2020) keine Einmischung der Abes feststellen; Kagoike und seine Ehefrau saßen von Juli 2017 bis Mai 2018 wegen Subventionsbetrugs in Untersuchungshaft.
Im Mai 2017 folgte ein weiterer Skandal im Zusammenhang mit einer Bildungseinrichtung. Kōtaro Kake, der Vorsitzende des Unternehmens „Kake Gakuen“ (学校法人加計学園 Gakkō Hōjin Kake Gakuen) und ein enger Freund Abes, bekam im Januar 2017 von der Regierung die Erlaubnis zum Bau einer Bildungseinrichtung für angehende Tierärzte. Am 17. Mai 2017 berichtete die Asahi Shimbun über die Existenz von Dokumenten, in denen das Kabinettssekretariat dem Bildungsministerium riet, „mit Absicht des Premierministers“ den Bau zu genehmigen. Abe und Chefkabinettssekretär Yoshihide Suga dementierten die Existenz der Dokumente zunächst und beschrieben sie als „unglaubwürdig“. Am 15. Juni 2017 erklärte Bildungsminister Hirokazu Matsuno, 14 der 19 gesuchten Dokumente seien gefunden worden; darunter auch das mit der Formulierung „mit Absicht des Premierministers“. Abe sagte während einer Parlamentsdebatte am 17. Juni 2017, er bitte für die Dauer des Findens der Dokumente um Entschuldigung und nehme die Kritik an der Art der Vergabe der Baugenehmigung ernst.
Am 28. September 2017 löste Abe das Unterhaus auf; die vorgezogenen Neuwahlen fanden am 22. Oktober statt. Die Wahlen bestätigten die Regierungsmehrheit nahezu unverändert, die Koalition regierte weiter. Abe selbst gewann seinen Wahlkreis mit rund 73 % der Stimmen.
Außen- und Sicherheitspolitik

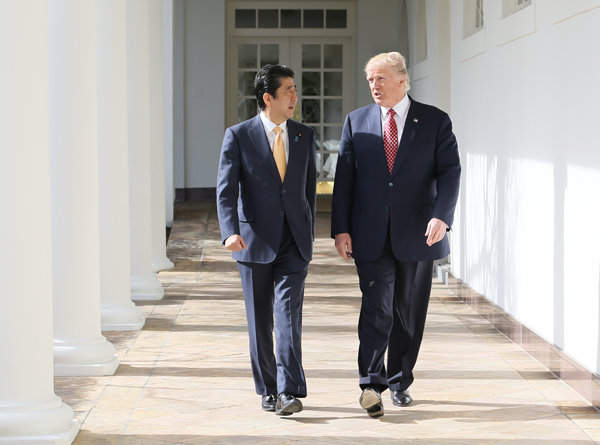
Abe und Donald Trump im Februar 2017 auf dem Gelände des Weißen Hauses

Am 16. Juli 2015 verabschiedete das Parlament unter großem Widerstand der Opposition das umstrittene Gesetz zur kollektiven Selbstverteidigung, welches die Befugnisse der japanischen Streitkräfte insofern erweitert, dass sie nun als Teil eines kollektiven Verteidigungssystems im Rahmen des Vertrags über gegenseitige Kooperation und Sicherheit zwischen Japan und den Vereinigten Staaten nicht mehr ausschließlich auf die Verteidigung Japans beschränkt sind.
2015 verbesserten sich die Beziehungen zu Südkorea, als Abe im November des Jahres die damalige Präsidentin Park Geun-hye traf und sich im Dezember Japan und Südkorea bezüglich des Trostfrauen-Konflikts einigten und ein Abkommen schlossen. Es beinhaltete eine Entschuldigung Japans und eine Entschädigung von 1 Milliarde Yen für die südkoreanischen Opfer. Jedoch wurde im Januar 2017 vor dem japanischen Konsulat in Busan eine Statue, die an die Trostfrauen erinnern soll, errichtet, woraufhin die Regierung den japanischen Botschafter in Südkorea abzog. Mit Präsident Moon Jae-in setzte Abe auf eine Verbesserung der japanisch-südkoreanischen Beziehungen und auf eine Lösung des Trostfrauen-Konflikts.
Unter Abes dritter Amtszeit wurden mit dem Besuch Barack Obamas in Hiroshima im Mai 2016 und dem Besuch Abes in Pearl Harbor im Dezember 2016 Beiträge zur Verarbeitung von Ereignissen im Zweiten Weltkrieg geleistet. Abe wollte zudem auch unter dem Kabinett Trump I das gute Verhältnis zu den USA aufrechterhalten, um die neue US-amerikanische Regierung u. a. von der Transpazifischen Partnerschaft zu überzeugen.

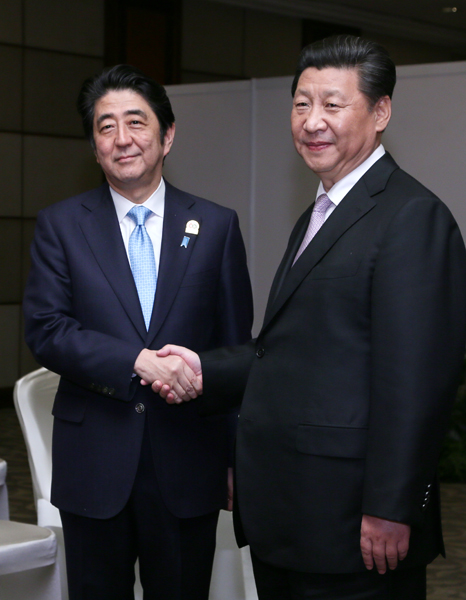
Abe und Xi Jinping im April 2015 bei einem japanisch-chinesischen Gipfeltreffen in Jakarta

Die Beziehungen mit der Volksrepublik China verschlechterten sich während Abes dritter Amtszeit allgemein. Im Territorialkonflikt um die Senkaku-Inseln gab es mehrfach Zwischenfälle, bei denen chinesische Schiffe in das von der japanischen Regierung beanspruchte Gebiet eindrangen, weshalb im August 2016 der japanische Botschafter in China abgezogen wurde.
Am 15. Juni verabschiedete das Kokkai auf Druck Abes hin ein umstrittenes „Verschwörungsgesetz“, das angesichts der Olympischen Spiele in Tokio die Terrorgefahr reduzieren soll. Es gibt Ermittlern ausgeweiteten Zugriff auf Telefongespräche und Chats. Kritiker des Gesetzes wie z. B. Edward Snowden bemängelten, dass Japan zu einem Überwachungsstaat werden könnte, und befürchteten somit eine erhebliche Einschränkung der Privatsphäre und sahen das Gesetz als eine Bedrohung für die japanische Demokratie. Auch die Vereinten Nationen rieten Abe von einer Verabschiedung des Gesetzes ab. Während der entsprechenden Parlamentssitzung fanden Demonstrationen statt, die Abe ein „diktatorisches“ Vorgehen vorwarfen.

### Vierte Amtszeit als Premierminister (2017–2020)

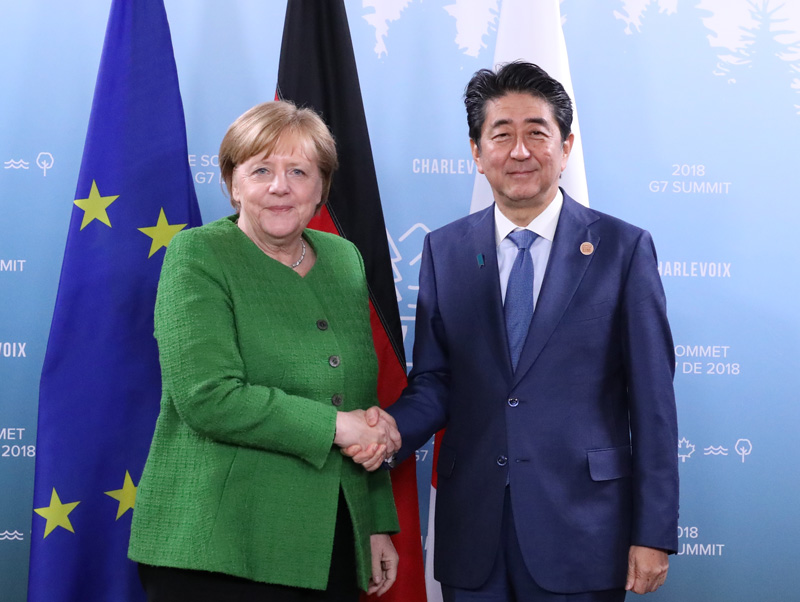
Abe mit Angela Merkel während des G7-Gipfels in La Malbaie 2018

Am 1. November 2017 wurde Abe zum vierten Mal von der Nationalversammlung zum Premierminister gewählt, das Kabinett knüpfte personell unverändert an die erst im August des Jahres neu formierte Vorgängerregierung an.
Im März 2018 geriet Abes Regierung abermals unter Druck, nachdem das Finanzministerium zugegeben hatte, Dokumente im Zusammenhang mit dem Grundstücksverkauf an „Moritomo Gakuen“ gefälscht und dabei u. a. den Namen von Akie Abe entfernt zu haben. Die Zustimmungswerte für das Kabinett Abe fielen daraufhin in einigen Umfragen auf unter 40 Prozent; die Ablehnungswerte lagen leicht darüber. Abe sowie Finanz- und Vizepremierminister Tarō Asō wiesen jegliche Schuld von sich und verwiesen auf ein Fehlverhalten des Finanzministeriums, trotzdem lehnte Asō als dessen Leiter einen Rücktritt ab.
Am 26. August 2018 kündigte Abe an, bei der Wahl des LDP-Vorsitzenden im September des Jahres gegen seinen Herausforderer Shigeru Ishiba anzutreten. Auf dem Parteitag der LDP im März 2017 war eine Regeländerung beschlossen worden, die Abe eine vierte Amtszeit als Parteivorsitzender und damit als Premierminister ermöglicht. Bei der Wahl gewann Abe deutlich gegen Ishiba und bildete im Oktober 2018 sein Kabinett um.
Im Juni 2019 war Abe Gastgeber des G20-Gipfels in Osaka.
Bei der Oberhauswahl im Juli 2019 erhielt die LDP 57 der 124 zur Wahl stehenden Sitze; zusammen mit der Kōmeitō gewann die Regierungskoalition 71 Sitze und behielt mit insgesamt 141 von 242 Sitzen ihre Mehrheit im Oberhaus. Im September 2019 erfolgte eine weitere Kabinettsumbildung.
Als Konsequenz der weltweiten COVID-19-Pandemie verkündete Abe im März 2020, den Vorsitzenden des Internationalen Olympischen Komitees Thomas Bach um eine einjährige Verschiebung der Olympischen Sommerspiele 2020 in Tokio gebeten und sich mit ihm geeinigt zu haben.
Am 28. August 2020 gab Abe bei einer Pressekonferenz bekannt, dass er aufgrund seines verschlechterten Gesundheitszustandes vom Amt des Premierministers und Parteivorsitzenden zurücktrete. Die Entscheidung dazu habe er am 24. August nach Beratungen mit seinen Ärzten getroffen und wolle bis zur Ernennung eines Nachfolgers die Amtsgeschäfte weiter leiten. Abe schied am 16. September 2020 aus dem Amt aus.
Außen- und Sicherheitspolitik
Am 8. Dezember 2017 bestätigte Abe nach einem Telefonat mit EU-Kommissionspräsident Jean-Claude Juncker den Abschluss der Verhandlungen über ein geplantes Freihandels- und Investitionsschutzabkommen zwischen Japan und der Europäischen Union (engl. Japan-EU Free Trade Agreemnt, kurz JEFTA) und kündigte an, dass es Mitte 2018 unterzeichnet und Anfang 2019 in Kraft treten solle. Beim Investitionsschutz konnte man sich Berichten zufolge jedoch noch nicht vollständig einigen; diesbezügliche Verhandlungen sollen deshalb fortgeführt werden. Das Abkommen wurde schließlich am 17. Juli 2018 in Tokio unterzeichnet.
Nach anfänglicher Ablehnung aufgrund diplomatischer Spannungen mit Südkorea bezüglich des Trostfrauen-Konflikts nahm Abe im Februar 2018 auf eine Einladung Moon Jae-ins hin schließlich doch bei der Eröffnungszeremonie der Olympischen Winterspiele 2018 in Pyeongchang teil.
Anschließend an die Bekanntgabe von Gipfeltreffen zwischen dem nordkoreanischen „Obersten Führer“ Kim Jong-un und dem südkoreanischen Präsidenten Moon Jae-in sowie später US-Präsident Trump wich Abe von seiner steifen Haltung gegenüber Nordkorea im März 2018 ab. Während er weiterhin „maximalen Druck“ in Form von Sanktionen fordert, zeigte er sich auch optimistisch und könne sich direkte Gespräche vorstellen, vor allem um von Nordkorea entführten japanischen Staatsbürgern eine Rückkehr zu ermöglichen.
Im August 2019 verschärfte sich der Konflikt mit Südkorea, als Japan Südkorea von der Liste seiner bevorzugten Handelspartner strich. Abes Regierung begründete dies mit Sicherheitsbedenken wegen möglicher Verbindungen zu Nordkorea und einem Vertrauensverlust infolge des Bruchs des Trostfrauen-Abkommens. Die südkoreanische Regierung rief ihre Bevölkerung daraufhin dazu auf, japanische Produkte zu boykottieren, und kündigte ein militärisches Abkommen zum Austausch von Geheimdienstinformationen (General Security of Military Information Agreement) auf. Als Folge des Konflikts ging z. B. der Export von Lebensmitteln nach Südkorea um 40 Prozent zurück und im August 2019 besuchten 48 Prozent weniger Südkoreaner Japan als noch im August 2018.

### Nach seiner Zeit als Premierminister
Abe bereute es nach seiner Angabe, dass er gewisse Projekte nicht habe umsetzen können, wie die Reform der Verfassung oder die Lösung von speziellen Konflikten mit Nordkorea und Russland.

### Tod nach Attentat

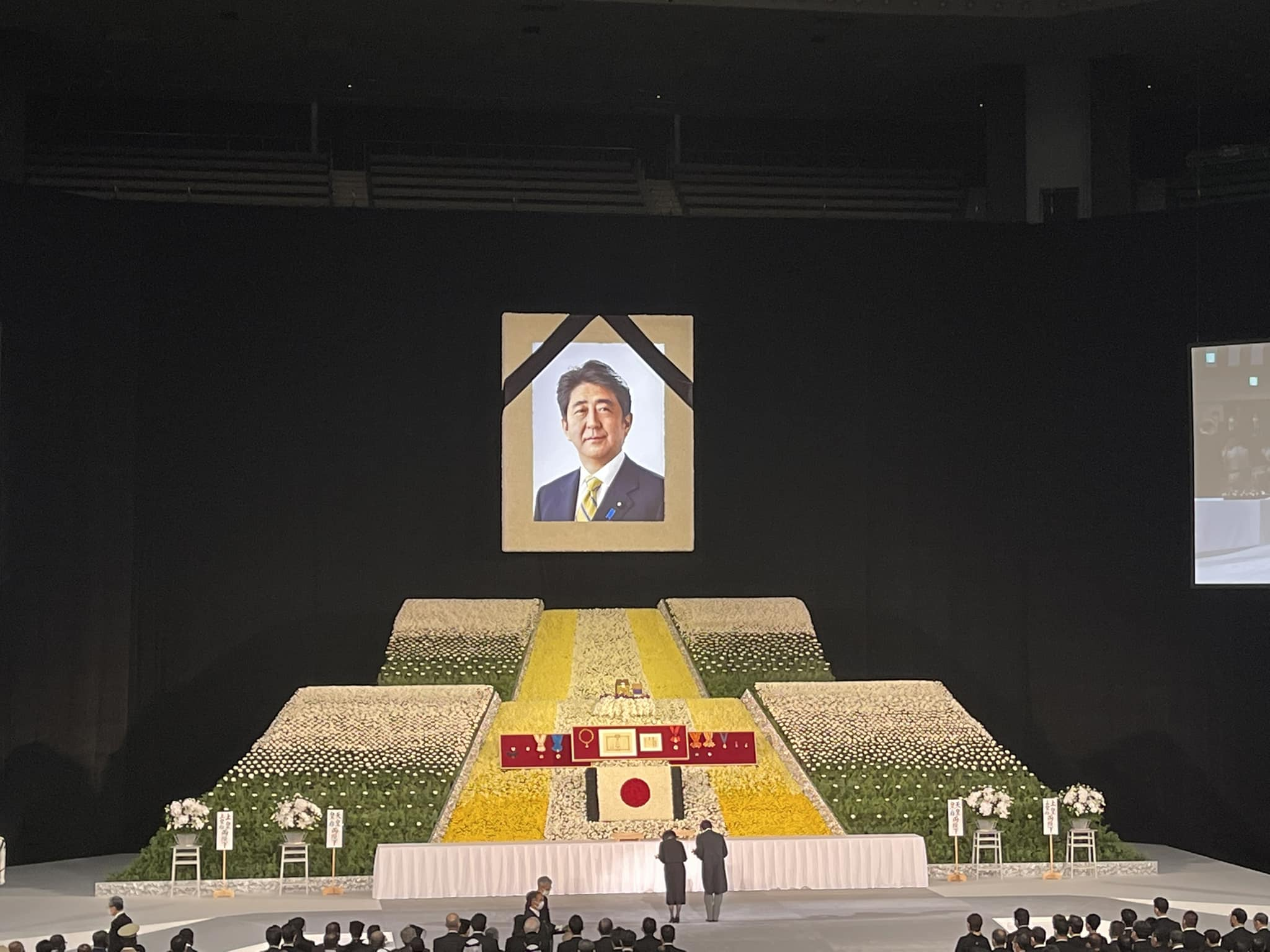
Staatsbegräbnis von Shinzo Abe

Zwei Tage vor der Wahl zum Oberhaus 2022 betrieb Abe Wahlkampf für seine regierende LDP. Am 8. Juli 2022 wurde er gegen 11:30 Uhr Ortszeit bei einem Wahlkampfauftritt von einem Ex-Militär auf offener Straße in der alten Kaiserstadt Nara angeschossen und erlitt einen Herz- und Atemstillstand. Er wurde in das Krankenhaus der Nara Medical University in Kashihara gebracht.
Um 17:03 Uhr Ortszeit desselben Tages wurde Abe für tot erklärt. Er wurde 67 Jahre alt. Die Nachricht des Attentats und die spätere Nachricht des Todes lösten Bekundungen der Anteilnahme zahlreicher Diplomaten, Staats- und Regierungschefs aus.
Der mutmaßliche Schütze wurde umgehend festgenommen. Er wird des Mordes beschuldigt. Ministerpräsident Fumio Kishida brach den Wahlkampf ab und ordnete die Einsetzung eines Krisenstabes an. Der unterbrochene Wahlkampf wurde am nächsten Morgen wieder aufgenommen.
Der Attentäter gab als Motiv an, er mache Abe mitverantwortlich für den finanziellen Ruin seiner Familie. Demnach habe seine Mutter einer bestimmten religiösen Gruppierung hohe Summen  gegeben. Er habe keinen Groll gegen Abes politische Überzeugungen. Während die Polizei und Japans staatstragende Medien den Namen der Gruppe nicht nannten, brach das Onlinemagazin Gendai Business das Schweigen und berichtete aus Ermittlungskreisen, dass es sich um die umstrittene Moon-Sekte des koreanischen Sektengründers Sun Myung Moon handele. Die Moon-Sekte ist seit den 1960er Jahren eng mit Japans Politik verbunden und unterstützt viele Parlamentarier finanziell.
Am 12. Juli, vier Tage nach seinem Tod, wurde Abe beigesetzt. Eine private Trauerfeier fand im Zōjō-ji-Tempel von Tokio statt. Anschließend wurde der Sarg in einer Prozession durch Tokios Straßen gefahren. Das Staatsbegräbnis fand am 27. September statt.

## Politische Positionen
Abe wurde dem rechtskonservativen Spektrum zugeordnet und war Sonderberater der nationalistisch geprägten Nippon Kaigi. Stephen Bannon schrieb im März 2019, Abe sei ein „Trump vor Trump“ gewesen. Abe habe als erster nationalistischer Politiker erfolgreich in einem Industrieland regiert und sei ein „Held“ für die populistischen weltweiten Bewegungen. Seit seiner Wiederwahl zum Premierminister 2012 betrieb Abe eine als zunehmend pragmatisch rezipierte Politik und trennte seine persönlichen politischen Ansichten von seinem Amt.
Sein Tod wurde als Zäsur in der japanischen Geschichte bezeichnet.

### Verteidigungspolitik

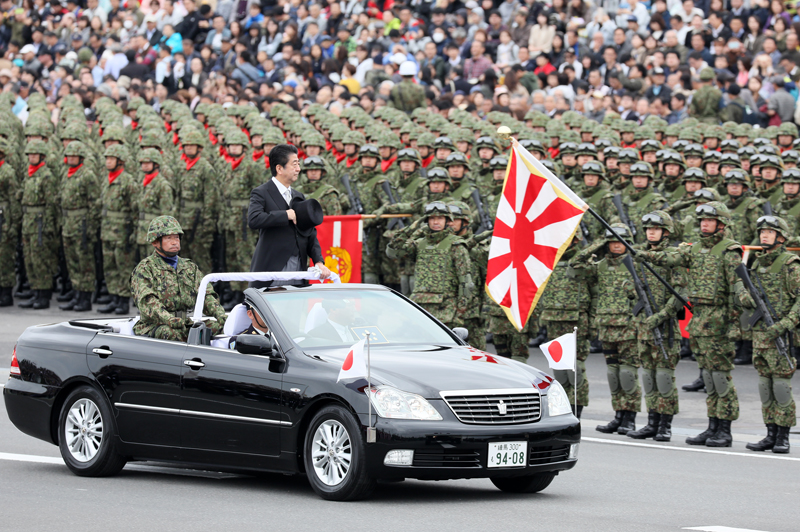
Abe bei einer Parade der Selbstverteidigungsstreitkräfte (2018)

Im Juli 2006 veröffentlichte er sein Buch Utsukushii kuni e (美しい国へ ‚[Der Weg] Zu einem schönen Land‘), das sich in weiten Teilen wie ein Wahlkampfprogramm las. Darin schrieb er etwa, dass der bei rechten Politikern umstrittene Artikel 9 der Verfassung, der unter anderem die Kriegsführung und Androhung militärischer Gewalt verbietet, geändert werden solle, um eine neue militärische Rolle einnehmen zu können. Abe beabsichtigte also aufgrund der Spannungen mit der Volksrepublik China und des nordkoreanischen Kernwaffenprogramms einen eigenständigeren Kurs in der Außenpolitik Japans. Dafür sollten die Rüstungsausgaben deutlich erhöht und die Selbstverteidigungsstreitkräfte explizit als die offiziellen Streitkräfte Japans in der japanischen Verfassung anerkannt werden. Dabei sollte Absatz 1 des Artikels 9 beibehalten, Absatz 2 angepasst und ein dritter Artikel hinzugefügt werden, der die Selbstverteidigungsstreitkräfte als solche anerkennt. Im Shūgiin besaß Abe mit der LDP-Kōmeitō-Koalition die für eine Verfassungsänderung benötigte Zweidrittelmehrheit. Darüber hinaus waren bis zur Oberhauswahl 2019 auch über zwei Drittel der Abgeordneten des Sangiin Mitglieder von Parteien, die für eine Verfassungsänderung stehen. Das Inkrafttreten der neuen Verfassung datierte Abe 2017 für das Jahr 2020.

### Geschichtsverständnis
Nach Abes Verständnis war Japan während des Zweiten Weltkrieges nicht im Unrecht. Er stellte öffentlich die Tokioter Kriegsverbrecherprozesse infrage, was ihn in China und Korea unpopulär machte. In seinem Buch Utsukushii kuni e schrieb er, er habe als Kind eine starke Abneigung gegenüber Nicht-Konservativen empfunden, weil sein Großvater Kishi Nobusuke als mutmaßlicher Kriegsverbrecher der Klasse A von 1945 bis 1948 inhaftiert war. Aus dieser Erfahrung leite er seine konservative Einstellung ab. Während Abes Vorgänger Koizumi 2001 sein „tiefes Bedauern“ über das Schicksal jener Frauen, die im Zweiten Weltkrieg in den besetzten Gebieten in Korea, China und Südostasien zur Prostitution gezwungen worden waren (siehe Trostfrauen), und über ihre „unermesslichen und schmerzlichen Erfahrungen“ ausgedrückt hatte, äußerte Abe am 1. März 2007, es gebe „keinen Beweis dafür, dass Zwang auf Frauen ausgeübt wurde, wie es zunächst geheißen hatte“. Dem war eine Resolution des US-Kongresses vorausgegangen, in der gefordert wurde, Japan solle formell die Verantwortung für das diesen „Trostfrauen“ zugefügte Leid anerkennen. Abe verteidigte 2006 Jun’ichirō Koizumis umstrittene Besuche des Yasukuni-Schreins in Tokio, äußerte sich auf seiner ersten Auslandsreise, die ihn in die VR China führte, aber nicht zu möglichen eigenen Yasukuni-Besuchen: „Ich kann nicht sagen, ob ich gehe oder nicht. Ob ich mal gegangen bin oder nicht.“ Am 15. August 2007, dem 62. Jahrestag der japanischen Kapitulation, unterließ er den Besuch des Schreins, ebenso 15 seiner 16 Minister. Abe kündigte auch einen härteren Kurs gegenüber Nordkorea an. Außerdem trat er für eine Erziehungsreform ein, um in den Schulen Patriotismus zu vermitteln, und war Mitglied des revisionistischen „Vereins zur Erstellung neuer Geschichtslehrbücher“. In diesem Zusammenhang war er innerhalb der LDP auch Führer eines Projektes gegen „exzessive“ Sexualerziehung.

### Wirtschaftspolitik
Abe vertrat während seiner zweiten Amtszeit ein Wirtschaftsprogramm mit radikalen geld-, fiskal- und strukturpolitischen Ansätzen. Unter dem Begriff der Abenomics wird Abes Versuch zusammengefasst, mit einem umfangreichen Infrastrukturprogramm (13 Billionen Yen), einer enormen Geldschwemme und Deregulierungen die mehr als zwei Jahrzehnte andauernde Wirtschaftskrise zu durchbrechen. Ob Japan damals in einer Deflationsspirale war und ob deflationäre Tendenzen für die Kaufzurückhaltung vieler Japaner kausal waren, war umstritten.
Abe hatte seit der Oberhauswahl am 21. Juli 2013 eine parlamentarische Mehrheit in beiden Kammern des Kokkai und verfügte auch innerparteilich über große politische Zustimmung. Dennoch wurden seine Deregulierungspläne kaum umgesetzt; laut Regierungsvertretern u. a. deshalb, weil die wirtschaftlichen Voraussetzungen dafür bis dato nicht erfüllt worden seien. Es wurde angenommen, dass der Erfolg der Abenomics erst nach der Umsetzung der Deregulierungen genauer beurteilt werden kann.

### Energiepolitik
Abe galt als Kernkraftbefürworter. In Japan waren nach der Nuklearkatastrophe von Fukushima (seit März 2011) zahlreiche der über 50 Kernkraftwerke des Landes abgeschaltet worden. Abe kündigte an, die infolge der Ereignisse in Fukushima abgeschalteten Kernkraftwerke wieder in Betrieb zu nehmen und auch den Neubau von Kernreaktoren (nach eingehender Sicherheitsprüfung) wieder aufnehmen zu lassen. Als erstes Kernkraftwerk wurde das Kernkraftwerk Sendai am 11. August 2015 wieder hochgefahren.

### Migrationspolitik
Abe lehnte die Aufnahme von Migranten wie seine Vorgänger grundsätzlich ab. Im Zeitraum von 2013 bis 2018 gewährte Japan insgesamt 134 Flüchtlingen Asyl. Aufgrund der demografischen Entwicklung und des daraus resultierenden Mangels an Arbeitskräften führte Abe im April 2019 jedoch ein Gesetz für neue Visumsbestimmungen ein, das es Bewohnern südostasiatischer Länder vereinfacht, für bis zu fünf Jahre in Japan zu arbeiten.

### Russlandpolitik
Als Russland im März 2014 die Krim annektierte, sanktionierte Japan Russland weit schwächer als die Europäer und Amerikaner in der G-7-Gruppe. „Es schien fast so, als ob die Sanktionen möglichst wenig Schaden anrichten sollten“ – „Japan wollte die G7 und Russland zufriedenstellen.“
Japan reagierte 2018 sehr zurückhaltend nach der Vergiftung von Sergei und Julija Skripal in Großbritannien, die dem russischen Militärgeheimdienst angelastet wird. Als einziges G7-Land wies Japan keine russischen Diplomaten aus.
Abes Nachfolger Fumio Kishida, der seit August 2016 Außenminister war (Kabinett Shinzō Abe III (2. Umbildung)), betont seit dem Beginn des russischen Überfalls auf die Ukraine im Februar 2022, dass Japan auf der Seite der Ukraine und des Westens stehe.

## Familie und Privates

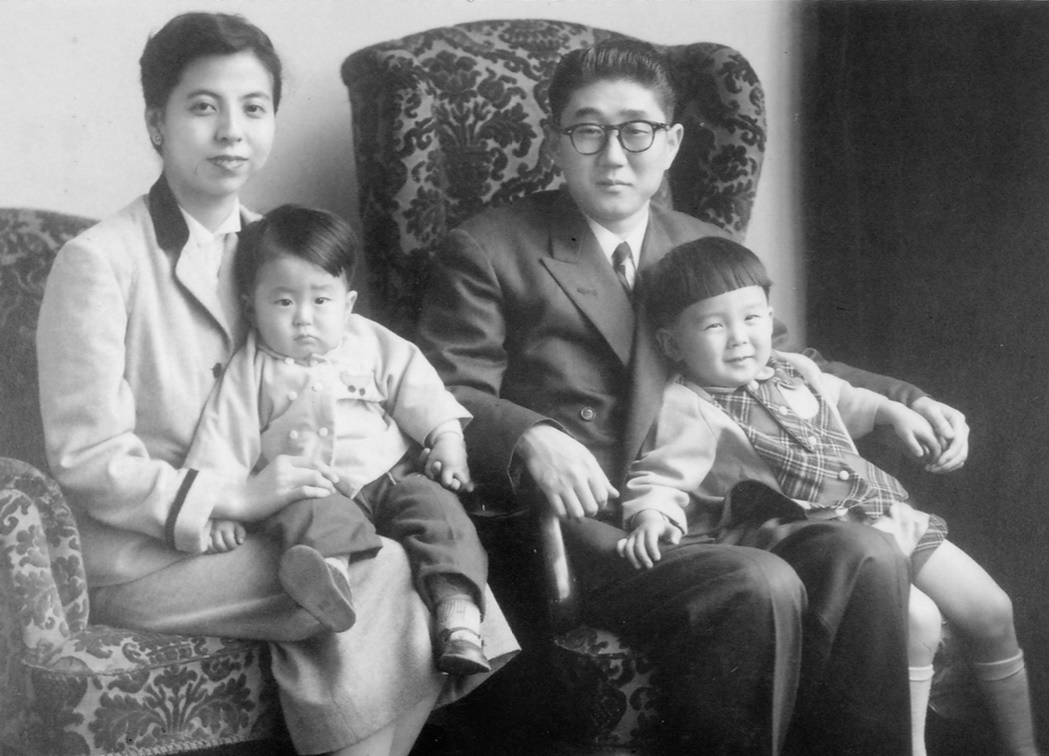
Die Familie Abe im Jahr 1956, von links: Yōko, Shinzō, Shintarō und Hironobu

Abes Vater Shintarō war Unterhausabgeordneter für den 1. Wahlkreis Yamaguchi und unter anderem Außenminister (1982–1986), Vorsitzender des LDP-Exekutivrats (1986–1987), LDP-Generalsekretär (1987–1989) und ab 1986 Vorsitzender der Fukuda-Faktion, einer von fünf großen Faktionen der LDP. Der Großvater Kan Abe (1894–1946) war als unabhängiger Unterhausabgeordneter Gegner der militaristischen Politik von Hideki Tōjō. Ururgroßvater Yoshimasa Ōshima diente als General der Kaiserlich Japanischen Armee. Abes Mutter Yōko (1928–2024) war die Tochter des Abgeordneten, Parteivorsitzenden und Premierministers Nobusuke Kishi; sein Großonkel Eisaku Satō war Abgeordneter, Parteivorsitzender, Premierminister und Friedensnobelpreisträger. Abes jüngerer Bruder Nobuo Kishi, der von der Familie Kishi adoptiert wurde, ist ebenfalls Politiker und Abgeordneter des Oberhauses. Sein älterer Bruder Hironobu (* 1952) trat nach einem Wirtschaftsstudium an der Seikei-Universität in den Mischkonzern Mitsubishi ein, wo er in dem Unternehmen Mitsubishi Shōji Packaging (englisch Mitsubishi Corporation Packaging), einem Tochterunternehmen der Mitsubishi Corporation, bis zum CEO aufstieg.
Im Juni 1987 heiratete Abe Akie Matsuzaki, eine Tochter von Akio Matsuzaki, früher Firmenchef des Süßwarenherstellers Morinaga. Die Ehe blieb kinderlos.
Abe litt an der Darmerkrankung Colitis ulcerosa und war daher auf den Arzneistoff Mesalazin angewiesen. Nach eigenen Angaben waren die aus dieser Erkrankung resultierenden gesundheitlichen Beschwerden maßgeblich für seine Rücktritte 2007 und 2020 verantwortlich.

## Kabinette
- Kabinett Shinzō Abe I
- Kabinett Shinzō Abe I (Umbildung)
- Kabinett Shinzō Abe II
- Kabinett Shinzō Abe II (Umbildung)
- Kabinett Shinzō Abe III
- Kabinett Shinzō Abe III (1. Umbildung)
- Kabinett Shinzō Abe III (2. Umbildung)
- Kabinett Shinzō Abe III (3. Umbildung)
- Kabinett Shinzō Abe IV
- Kabinett Shinzō Abe IV (1. Umbildung)
- Kabinett Shinzō Abe IV (2. Umbildung)